# Fabian I. von Dohna
Fabian I. Graf von Dohna („Fabian, Burggraff und Herr von Tohna“; * 26. Mai 1550 in Stuhm; † 4. Juni 1621 in Karwinden) war ein kurpfälzischer und brandenburgischer Feldherr, Diplomat und Staatsmann.

## Leben

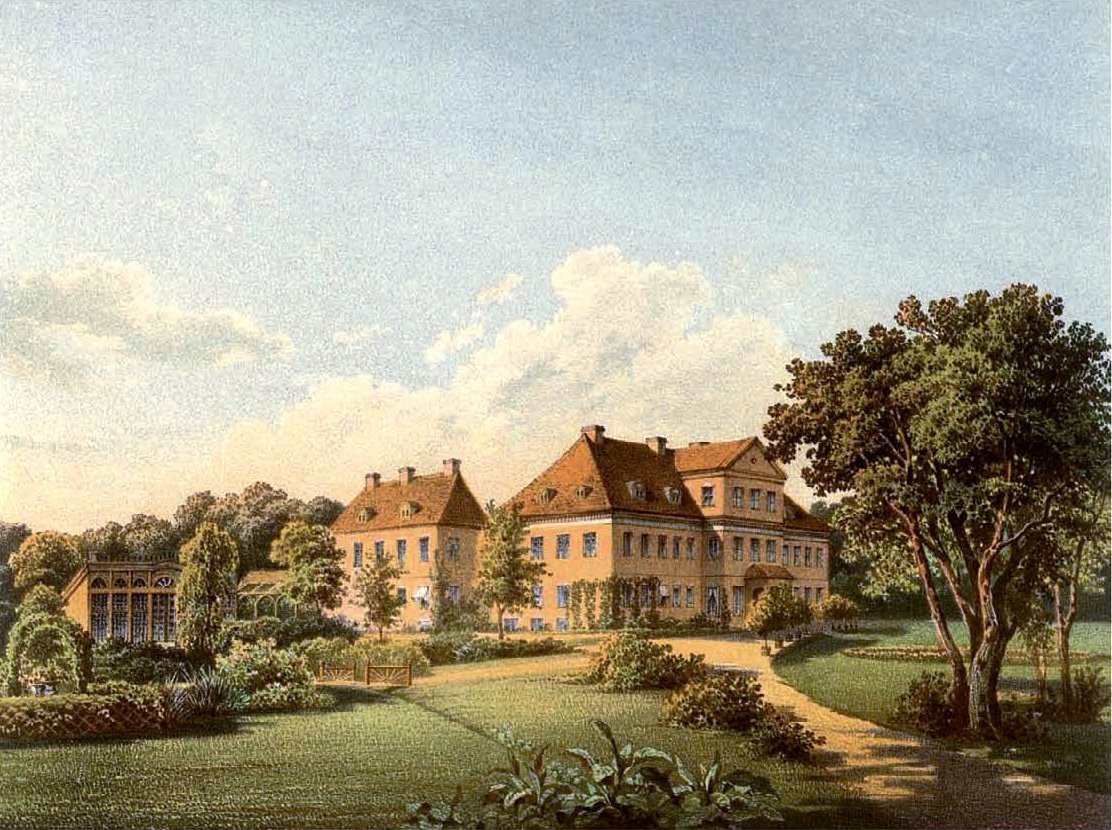
Schloss Carwinden um 1860, Sammlung Alexander Duncker

Fabian entstammte dem Adelsgeschlechte Dohna, dessen erste urkundlich nachweisbare Belehnung mit der erblichen Reichsburggrafschaft Dohna durch König Friedrich I. Barbarossa im Jahr 1153 in Merseburg erfolgte. Im 15. Jahrhundert war die Familie in Böhmen, Schlesien und Meißen weit verbreitet. Nach Preußen wurde sie um die Mitte des 15. Jahrhunderts durch Stanislaus oder Stenzel von Dohna verpflanzt, der dem deutschen Orden beitrat. 1453 hatte sich der Landadel gegen den Orden erhoben und zusammen mit den Städten des Ordensstaates, sich mit den Polen verbündet. In dem folgenden langwierigen Kriege leistete Stanislaus dem Hochmeister wichtige Dienste und verteidigte 1464 die Burg Meve so tapfer, dass er nach dem unglücklichen Frieden von Thorn im Jahre 1466 als Lehn Teutopage oder Deutschendorf erhielt, wo er in Ruhe sein Leben beschloss.
Zwei seiner Söhne starben sehr früh, der dritte, Peter von Dohna (* 1483; † 18. Januar 1553), diente ebenfalls im deutschen Orden. Bei Gelegenheit einer 1520 nach Rom unternommenen Reise wurde er auf dem Rückweg in Wittenberg mit Martin Luther bekannt, für dessen Überzeugungen er sich begeisterte. In der Zeit, in der der Hochmeister Albrecht von Brandenburg Westpreußen vergebens wieder zu gewinnen versuchte, dafür aber im Frieden von Krakau Ostpreußen als Herzogtum unter polnischer Lehnsoberhoheit erhielt, erwies ihm Peter die wichtigsten Dienste, wofür ihn jener mit den Gütern belohnte, die das gräfliche Dohnaische Majorat bilden, nämlich Morungen, Schlobitten, Braunsberg, Stuhm etc. Seine erste Ehe mit Elisabeth von Eylenberg blieb kinderlos, seine zweite geschlossene Ehe mit Catharina (1513–1558), der Tochter des polnischen Senators und Marienburger Starosten Achatius von Zehmen (um 1485–1565), war hingegen kinderreich. Sie gebar ihm eine Tochter und sieben Söhne.
Der jüngste Sohn Fabian besuchte nach dem frühen Tod der Eltern das Gymnasium in Thorn, ging 1560 nach Königsberg, mit vierzehn Jahren nach Straßburg, war 1569 an der Universität Wittenberg, absolvierte durch den Tod von drei Brüdern begünstigt 1570 eine Kavaliersreise nach Italien, wurde 1566 kaiserlicher Tuchsess. Als Feldobrist und Söldnerführer aus der preußischen Linie der Dohna, wurde er Rat, Hofmarschall und Abgesandter des Pfalzgrafen Johann Kasimir an mehreren Höfen, machte einen Feldzug in den Niederlanden sowie in Polen mit und führte 1587 die Heinrich von Navarra (späterem König Heinrich IV. von Frankreich) zu Hilfe gesendeten 13.000 Mann pfälzischer Hilfstruppen, mit denen er bis an die Loire vordrang.
1591 diente er wieder in Frankreich aufseiten Heinrichs IV., wohnte nach seiner Rückkehr im Auftrag des Kurfürsten Friedrich IV. von der Pfalz dreimal dem Reichstag zu Regensburg bei, empfing 1594 vom Kaiser Rudolf II. die Lehen und wurde 1604 vom Kurfürsten Joachim Friedrich von Brandenburg zum Oberstburggrafen ernannt.
Er trat zur reformierten Kirche über und starb unverheiratet und kinderlos 1621.

## Nachwirkung
Für die ehemalige Berliner Siegesallee gestaltete der Bildhauer Peter Breuer eine marmorne Büste Fabians als Seitenfigur der Denkmalgruppe 23 zu dem zentralen Standbild für den Kurfürsten Johann Sigismund, enthüllt am 30. August 1901. Die Büste zeigt den Grafen mit einer Stirnnarbe. Die Kopfwunde, die ihm den Beinamen „Fabian mit der Schmarre“ einbrachte, hatte er sich 1587 in einem Kriegszug zur Verteidigung der Hugenotten zugezogen.
Das Dohnagestell, eine Straße im Berliner Stadtteil Wedding, ist nach der Adelsfamilie Dohna benannt.